# 法尔鲁克纳加尔
法尔鲁克纳加尔（Farrukhnagar），是印度哈里亚纳邦Gurgaon县的一个城镇。总人口9520（2001年）。

## 人口
该地2001年总人口9520人，其中男性5040人，女性4480人；0—6岁人口1312人，其中男727人，女585人；识字率64.37%，其中男性为72.96%，女性为54.71%。